# Sarah Zadrazil
Sarah Zadrazil (St. Gilgen, 1993. február 19. –) osztrák labdarúgó. A német bajnokságban érdekelt Bayern München csapatának középpályása.

## Pályafutása

### Klubcsapatokban

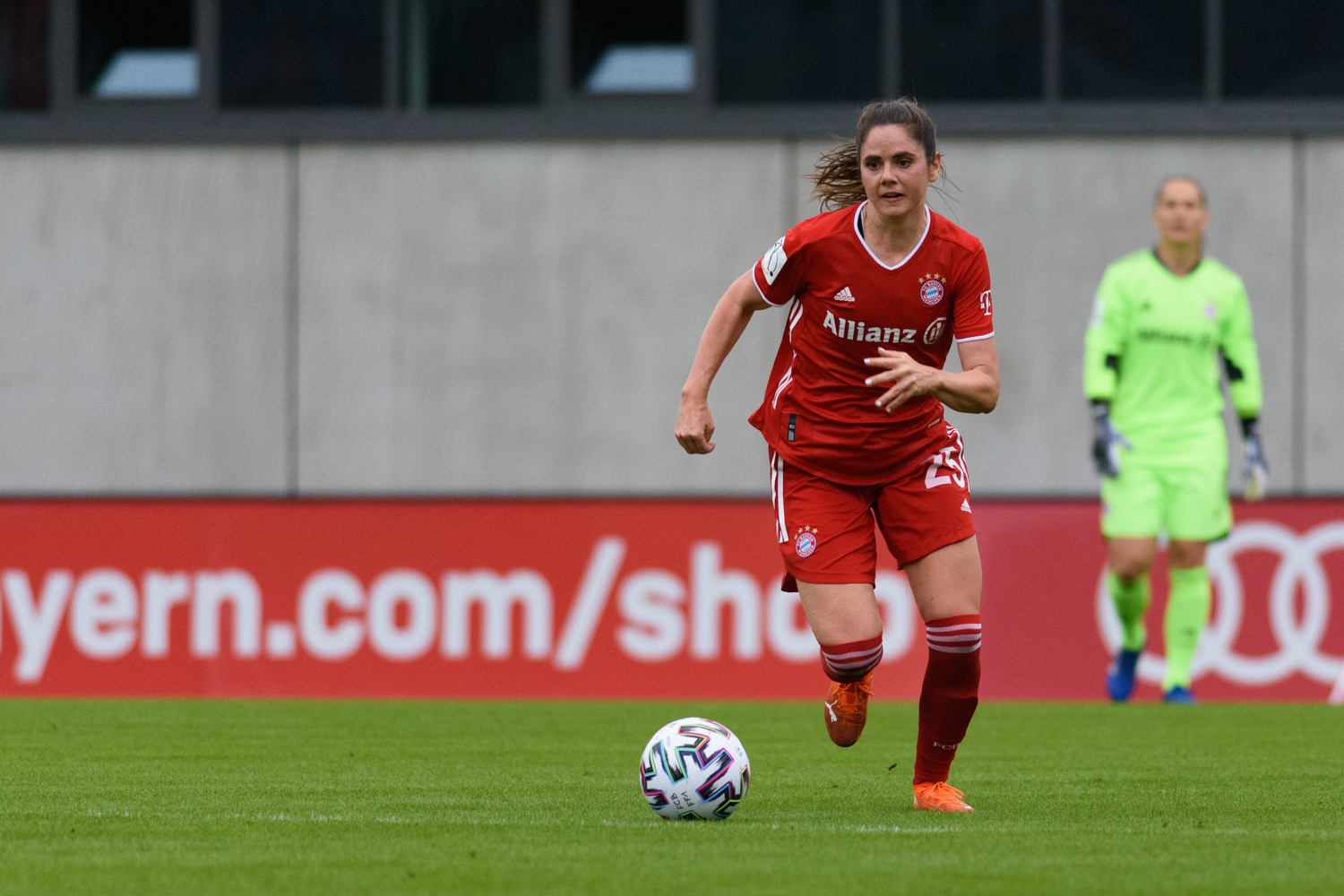
A Bayern München színeiben 2020-ban

6 évesen az USC Abersee kölyökcsapatában kezdte karrierjét és 2008 februárjában tette át székhelyét a salzburgi USK Hof ifjúsági csapatához.
Az LSC Linz ellen játszotta első Bundesliga mérkőzését 2009. július 25-én. 55 meccset és négy gólt követően a bajnokságba frissen feljutott FC Bergheim együtteséhez szerződött. A 2011–12-es szezonban 18 mérkőzésen 7 alkalommal talált be, teljesítményének köszönhetően az Év csapatában is helyet kapott.
2012 márciusában  beiratkozott a Tennessee Állami Egyetem Testnevelési és Sporttudományi Karára, ahol az egyetemi csapatban szerepelt. Első évében 18 találkozón 4 gólt szerzett, 2013-ban pedig 16-szor lépett pályára és 8 gólt termelt. Miután megszerezte diplomáját 2016 tavaszán visszatért Bergheimbe, azonban csak egy mérkőzés erejéig, mert ez év májusában aláirt az 1. FFC Turbine Potsdam csapatához.
A Bayern München 2020. június 11-én jelentette be szerződtetését.

### A válogatottban
Az U17-es válogatottban 6 mérkőzésen 5-ször talált az ellenfelek kapujába. 
2009-től az U19-es csapattal részt vett a 2009, 2010, 2011 és 2012-es Európa-bajnokságok selejtező mérkőzésein.
2010. augusztus 25-én Törökország ellen mutatkozott be a felnőtt csapatban.
A 2017-es Európa-bajnokságon az elődöntőig menetelt Ausztriával.

## Sikerei

### A válogatottban
Ausztria
- Ciprus-kupa aranyérmes: 2016[11]

### Egyéni
- Az év játékosa (1): 2018[12]